# Pseudolasius salvazai
Pseudolasius salvazai är en myrart som beskrevs av Santschi 1920. Pseudolasius salvazai ingår i släktet Pseudolasius och familjen myror. Inga underarter finns listade i Catalogue of Life.